# Frangipani (Adelsgeschlecht)

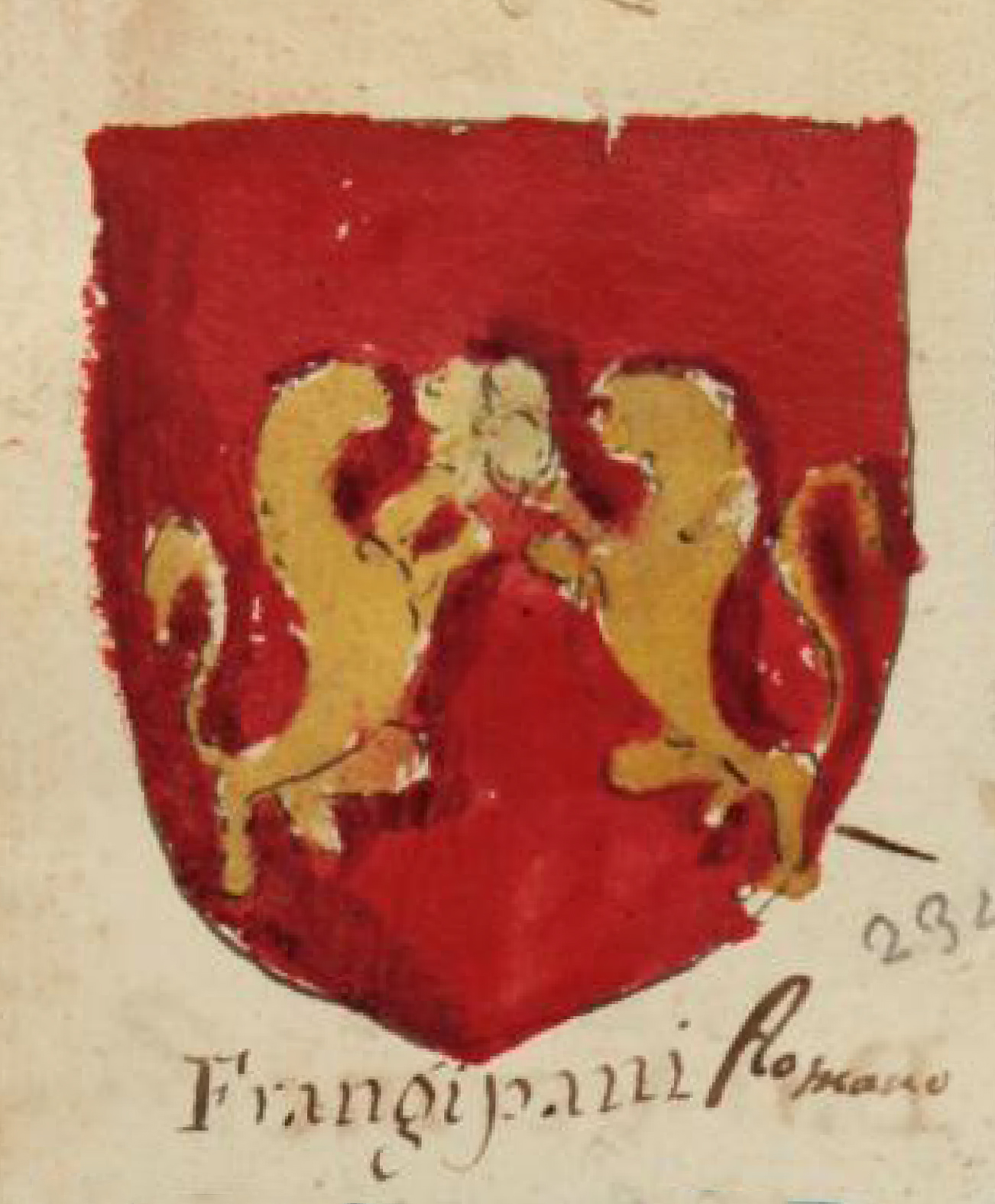
Wappen der Frangipani

Die Familie Frangi, Frangipani, Frangipan, Frangipane oder Frankopan war ein bereits um das Jahr 950 bekanntes Adelsgeschlecht in Rom. Die zum italienischen Adel zählenden Frangipani-Allegretti, seit 1663 Herzöge von Mirabello, existieren bis heute.
Die seit dem 12. Jahrhundert als Fürsten der Insel Krk in Kroatien bekannte Familie Frankopan, die 1671 erlosch, stammt vermutlich (aber nicht nachweislich) von den römischen Frangipani ab.

## Herkunft
Die Familie stammt einer Legende nach von einem altrömischen Adelsgeschlecht ab, der gens Anicia. Damit wären sie auch Nachkommen einer kaiserlichen Familie (durch Flavius Anicius Olybrius, weströmischer Kaiser 472).
Ihr Name lautete wahrscheinlich ursprünglich „Frangipanem“ (lat. frangere = brechen und lat. pane = Brot). Ein Petrus Frajapane de Imperato wurde Mitte des 10. Jahrhunderts aus Rom verbannt. Der Legende nach soll Pietro seinen Spitznamen erhalten haben, weil er während einer Tiberüberflutung mit einem Boot durch die Straßen Roms gerudert sei und Brot an die Hungernden verteilt habe. Der Sohn des Petrus war Giovanni Sardo de Imperato, ein Neffe war Cencio (geboren nach 1030), seinerseits römischer Konsul. Ein Leo Frangipani erscheint um 1014.

## Geschichte
Die Hauptzweige waren im Rom des frühen Mittelalters die de Septizonius (welche sich eine Burg im Septizodium unter Einbezug eines Turms des Circus Maximus errichtet hatten), die de Chartularia, die sich im antiken Chartularium (Staatsarchiv der römischen Kaiser) eingenistet hatten und zum Dritten die de Gradellis in Trastevere. Eine Nebenlinie scheint die Familie Trasmondo zu sein. Die Familie Frangipane herrschte u. a. über Nemi und Tolfa und gehörte zum päpstlichen Lehnsadel im Kirchenstaat.
Die Familie wurde als Parteigänger der Reformpäpste bekannt. 1124 setzte die Familie die Wahl ihres einstigen Gegners Honorius II. durch. Während des Schismas von 1130 standen die Frangipane in Rivalität zur Familie Pierleoni, der Familie des Gegenpapstes Anaklet II., und bauten im Auftrag von Innozenz II. das Kolosseum zu einer Festung um. Im späteren Ringen um die herrschende Stellung in Rom zwischen der Guelfenpartei unter Führung der Familie Orsini mit den Ghibellinen unter Führung der Colonna unterstützten die Frangipani die Orsini.
Sant'Ottone Frangipane (1040–1127) ist der Schutzheilige von Ariano Irpino.
Boccaccio stellte in seinem Trattatello in laude di Dante die (nicht nachgewiesene) Behauptung auf, dass Dante ein Nachfahre der Frangipani sei.
Eine Linie wurde in Porpetto und Tarcento in der Region Friaul-Julisch Venetien ansässig, wo noch zwei Burgruinen und ein Palazzo an sie erinnern.
Die römische Hauptlinie der Frangipani starb im 17. Jahrhundert mit Muzio, Marchese Frangipane di Nemi, aus. Eine noch blühende Linie sind die Frangipani-Allegretti, seit 1663 Herzöge von Mirabello. Die kroatisch-dalmatisch-ungarische Familie Frankopan, möglicherweise eine Nebenlinie der Frangipani, starb mit der Enthauptung von Fran Krsto Frankopan 1671 aus. Eine aus Friaul (Joannis (Aiello del Friuli)) stammende Linie im Königreich Illyrien gab ihren Namen über die weibliche Erbfolge an die Grafen Detrico Frangipani und nach deren Erlöschen an die Gliubavaz Frangipani de Detrico und schließlich an die noch blühenden Grafen Damiani di Vergada Gliubavaz Frangipani de Detrico weiter.

## Pflanze
Die Pflanzen der Gattung Plumeria sind auch als „Frangipani“ bekannt. Die Bezeichnung soll auf eine mittelalterliche Familie von Parfümeuren namens Frangipani zurückgehen. In Fundstellen im Internet und in der Literatur wird häufig knapp angeführt, dass ein Italiener Mauritius Frangipani Mitte des 16. Jahrhunderts die Entdeckung machte, dass Duftstoffe in Weingeist löslich seien. Dem Romancier Patrick Süskind zufolge wird auch das Frangipaniwasser, ein Parfum im 17. und 18. Jahrhundert, auf diesen Mauritius Frangipani zurückgeführt (dieses bestand angeblich aus der Pflanze Frangipani als Kopf- und Herznote und Moschus als Basisnote). Sicher ist, dass ein Feldmarschall gleichen Namens, der Louis XIII. diente, die Parfümierung der Handschuhe einführte; nach diesem wurde das Frangipaniwasser benannt.

## Vertreter
Nachfolgend einige Mitglieder der Familie:
- Leo: Lebte um 1014.
- Leo: Er versuchte um 1124 die Wahl von Coelestin II. zum Papst zu verhindern.
- Ottone „Der Ältere“: Er heiratete eine byzantinische Prinzessin, vielleicht Eudokia, eine Tochter des Sebastokrators Isaak Komnenos. Er war um 1156 Anhänger von Alexander III. und stellte sich gegen Kaiser Friedrich Barbarossa.
- Cencio: Er nahm 1118 den Papst Gelasius II. gefangen. Er musste ihn aber später auf Druck des Volkes wieder freigeben. Er verständigte sich später mit dem anrückenden Heinrich V. auf die Wahl des Erzbischofes Mauritius von Braga zum Gegenpapst unter dem Namen Gregor VIII. Gelasius war nach Gaeta geflüchtet. Nach dem Abzug von Heinrich kehrte Gelasius nach Rom zurück, musste aber zum zweiten Mal fliehen.
- Ottone „Der Jüngere“, Oberbefehlshaber von Terracina; er unterstützte Heinrich VI. um 1186 und wurde 1197 von Konstanze mit dem Fürstentum Tarent und mit dem Giustizierato Terra d’Otranto[Anm. 1] belehnt.[4]
- Giovanni: Herr von Torre Astura. Er bekämpfte die Staufer. Er lieferte Konradin von Hohenstaufen um 1268 an Karl von Anjou aus.[5] Er wurde dafür reich belohnt. Er wanderte nach Neapel aus und gründete einen neuen Familienzweig, der sich bis nach Como, Straßburg und Madrid ausbreitete.
- Johann (Ivan Frankopan): Er wurde um 1390 wegen seiner Verdienste von Kaiser Sigismund zum Ban von Kroatien, Dalmatien und Slawonien ernannt.
- Franz (Fran Frankopan): Graf von Slazuin. Er erwarb sich 1566 Ruhm im Kampf gegen die Türken.
- Christoph (Kristof Frankopan): Er unterstützte um 1526 Johann Zápolya beim Versuch die ungarische Krone zu bekommen. Er wurde 1527 bei der Belagerung von Varasdin erschossen.
- Ottavio Mirto Frangipani (1544–1612), apostolischer Nuntius in Deutschland und Belgien.
- Giulio Antonio Frangipani (Julius Anton Graf Frangepan) (1606–1656), Kaiserlicher u. königl. spanischer Kriegsrat, Obrist, Gouverneur der Unterpfalz, Kommandant in Frankenthal bis 1652.
- Alexander Julius Torquatus a Frangipani verfasste 1666 die Festschrift von der Gründung der Universität Kiel
- Franz Christoph (Fran Krsto Frankopan): Graf von Trsat (heutiges Rijeka). Er war mit anderen um 1667 am Widerstand gegen Kaiser Leopold I. beteiligt. Die Verschwörung wurde verraten und er wurde am 30. April 1671 hingerichtet (siehe Magnatenverschwörung).
- Nicolò dai conts Frangipane: 1866 Bischof von Concordia-Pordenone.